# Monarca de les Bismarck
El monarca de les Bismarck (Symposiachrus verticalis) és un ocell de la família dels monàrquids (Monarchidae).
Habita els boscos de les illes de Rooke, Nova Bretanya, Nova Irlanda, Nova Hannover, Duc de York i Djaul, a l'Arxipèlag Bismarck.
La població de l'illa de Djaul és sovint considerada una espècie de ple dret:
- Symposiachrus ateralbus - monarca de Djaul.[3]